# Торосян, Азат Никогосович
Торося́н Аза́т Никого́сович (19 декабря 1941, Ереван — 14 января 2023, Витебск) — советский и белорусский скульптор, график, член Союза художников Беларуси.

## Биография
Родился в Ереване. Его отец, Никогос, каменщик по профессии, после рождения сына ушёл на фронт.
В 1963 году Торосян окончил Ереванское художественное училище имени Ф. Терлемезяна, после (1963—1964 годы) — учился в Ереванском театрально-художественном институте, а затем, 1969 году, закончил Ленинградское Высшее художественно-промышленное училище имени В. И. Мухиной.
30 декабря 1969 года по распределению приехал в Витебск. В Витебске Азат Никогосович создал семью и там же у него родились и выросли трое детей — сын и две дочки.
Член Союза художников Беларуси с 1972 года.

Cкульптурная группа на площади Победы в Витебске

Cкульптурная композиция «Встреча» на железнодорожном вокзале Витебска

Бюст Марка Шагала в Лиозно

Скончался 14 января 2023 года.

## Творчество
С 1970 года участвует в художественных выставках. Работает в области монументальной, архитектурно-декоративной и станковой пластики: памятники, произведения декоративной скульптуры, рельефы, пластика малых форм, графика.
Основные работы Торосяна:
- памятник на высоте имени Героя Советского Союза Л. П. Тихмянова около деревни Осипенки Лиозненского района (1970—1973, совместно с архитектором З. Озеровой)[8];
- декоративно-художественная композиция «Медицина» на фасаде здания поликлиники в Новополоцке (1975, в соавторстве с Б. Кузьмичевым);
- декоративный рельеф «Космос» на фасаде кинотеатра «Космос» в Новополоцке (1975—1977);
- декоративный рельеф «Витебск древний» на гостинице «Витебск» в Витебске (1975—1977);
- скульптура «Муза» перед комбинатом «Мастацтва» в Витебске на улице Газеты «Правда» (1975—1977)[5];
- композиция «Медицина» на фасаде здания поликлиники в Витебске (1979);
- две скульптурные группы на площади Победы в Витебске (1979—1985)[5];
- серия бронзовых бюстов Героев Советского Союза для музея посёлка Бешенковичи (1980-е)
- скульптурная композиция с фонтанами «Слияние трёх рек — Витьбы, Лучосы, Двины» на улице Ленина в Витебске (1985—1991)[5];
- скульптура «Орфей» в комплексе летнего амфитеатра в Витебске (1991—1994);
- мемориальная доска и горельеф Героя Советского Союза Ф. Блохина на одноимённом мосту в Витебске (1992—1995)[5];
- 15 скульптурных портретов известных композиторов в Витебском музыкальном училище (1994—1997);
- скульптура «Лира» около музыкальной школы в посёлке Лиозно (1994—1997)
- скульптуры «Материнство» в фойе Витебского медицинского университета (2000—2001);
- фонтан «Богиня медицины — Гигея» возле Витебского медицинского университета (2006)[9];
- памятный мемориальный знак воинам-татарстанцам, погибшим в Великую Отечественную войну в мемориальном комплексе в деревне Копти Витебского района (2009);
- обелиск неизвестному солдату из 825-го батальона в деревне Бабиничи Витебского района (2009);
- памятный знак воинам-интернационалистам в городе Новолукомль (2009);
- бюст Марка Шагала в Лиозно[10];
- памятный знак сотрудникам милиции, погибшим при исполнении служебных обязанностей у здания УВД облисполкома на проспекте Фрунзе в Витебске[5];
- бюсты Героев Советского Союза Л. М. Доватора, П. М. Романова, К. А. Абазовского, М. Н. Ткаченко, И. И. Строчко, М. А. Высогорца;
- скульптурная композиция «Встреча» на первой платформе железнодорожного вокзала Витебска (в соавторстве с Александром Гвоздиковым)[5].